# Tahitoe
Tahitoe (1808-1881) foi o rei de Raiatea de 1871 e 1881. 
Tahitoe e outros chefes e governantes de Raiatea se recusaram a aceitar o trono de Tamatoa V em 1858. Tamarii, chefe do conselho, e outros tentaram pedir aos Estados Unidos para estabelecer um protetorado americano. Cartas foram enviadas pelo cônsul dos Estados Unidos para o Secretário de Estado americano Lewis Cass. O estratagema diplomático foi descoberto pelos oficiais franceses no Taiti e os raiateanos fizeram os residentes americanos Joseph Jordan e Thomas Croft parecerem nativos. Tahitoe, que não havia assinado o pedido de um protetorado, se opôs ao plano secreto e escreveu ao presidente James Buchanan afirmando que a proposta não foi aprovada pelo povo. Proprietário do cônsul foi chamado de volta pelos Estados Unidos por medo de represálias francesas por seu envolvimento no caso. Tamatoa foi reintegrado em 4 de dezembro de 1859 após concordar em cooperar com os chefes. 

## Biografia
Tahitoe nasceu em 1808. Era filho do príncipe Hihipa de Raiatea e de sua esposa Te-opua. Seu pai era neto do rei Tamatoa III de Raiatea e Tahaa. 
Casou-se com Ta'eva em 1810. Casou-se novamente em 1836 com Matua'aro e teve 8 filhos. 
- Rainha Tehauroa

- Príncipe tehaupoto
- Princesa tetuaiterai
- Princesa Teihotua
- Princesa Vairaatoa
- Princesa Ariitiria
- Príncipe Tahitorai
- Princesa tetupaia
- Princesa Tuarii.. Estabeleceu um governo rebelde após a anexação francesa em 1888. [2]